# Franca Ovadje
Franca Ovadje (Nigèria) és una economista nigeriana.
Llicenciada a les universitats d'Ibadan i Nsukka, va completar la formació a l'IESE. Ha estat la principal impulsora de la fundació de la Lagos Business School i ha participat en diversos programes formatius a Sud-àfrica i Ghana. El 1999 va fundar el Fòrum de Dones Empresàries de Nigèria per impulsar la formació i obertura de mercats per a petites empreses de dones nigerianes. També ha recaptat fons per facilitar l'accés a la formació empresarial de les dones.
Entre les seves publicacions destaca Change Leadership in Developing Countries (Routledge, 2014) així com diversos casos d'estudi sobre empreses de Nigèria i Kenya com What it Takes to Lead Change in Africa (Harvard Business Review). Ha presentat ponències en diversos congressos internacionals. Per fomentar la investigació sobre els impactes positius al medi ambient a l''Africa, el 2017 va fundar l'institut de recerca Danne, que presideix. El 2022 impulsava el projecte TechPower per formar tecnològicament nenes de secundària.
Entre els reconeixements rebuts, el 2007 va guanyar el premi African Management Scholar i el 2021 va rebre el Premi Harambee Africa International a la Promoció i Igualtat de la Dona Africana.